# Weezer (álbum de 2001)
Weezer, também referido como The Green Album, é o terceiro álbum da banda americana de rock alternativo Weezer, lançado a 15 de Maio de 2001 pela Geffen Records. O álbum foi produzido por Ric Ocasek e o único a apresentar o baixista Mikey Welsh, que substituiu o membro fundador Matt Sharp. O género musical de Weezer é dominado pelo power pop, apresentando melodias fortes, harmonias vocais intensas e acordes de guitarra proeminentes. É também o álbum dos Weezer mais rapidamente vendido.
Weezer recebeu na generalidade avaliações favoráveis. O álbum foi também reconhecido como o renascimento da banda após o hiato que se seguiu ao seu álbum de 1996 Pinkerton. O álbum atingiu o sucesso nas tabelas através da estreia no 4.º lugar na Billboard 200 dos Estados Unidos e no 2.º lugar no Canadá. O álbum também atingiu o top ten na Noruega e na Suécia. Desde o seu lançamento em 2001, o álbum vendeu mais de 1,600,000 cópias nos Estados Unidos.
Foram lançados três singles a partir do álbum, incluindo "Hash Pipe", "Island in the Sun" e "Photograph". O primeiro single, "Hash Pipe", tornou-se num sucesso mundial do rock moderno, surgindo em sete tabelas diferentes, apesar da relutância da editora em lançar a música como primeiro single.

## Base de criação e desenvolvimento
Seguindo o falhanço comercial e crítico de Pinkerton (1996), o vocalista dos Weezer Rivers Cuomo colocou a banda em hiato. Este voltou para a Universidade de Harvard numa tentativa de terminar os seus estudos, mas acabou por desistir para se dedicar à composição musical. Durante este tempo, Cuomo tocou com um grupo diferente de músicos numa banda chamada Homie, a qual se encontrava baseada em Boston. Um dos membros dos Homie era Mikey Welsh, um baixista que acabaria por ser proposto para substituir Matt Sharp nos Weezer.
Em Fevereiro de 1998, Cuomo terminou calmamente com os Homie e estabeleceu-se em Los Angeles para começar a trabalhar em demos dos Weezer com Brian Bell e Patrick Wilson. Neste ponto, o baixista Matt Sharp encontrava-se ausente de vários ensaios dos Weezer e estava a distanciar-se da banda. A 8 de Abril de 1998, Sharp anunciou a sua saída oficial dos Weezer para dedicar todas as suas energias à sua banda, The Rentals. Foi rapidamente anunciado que o antigo membro dos Homie, Welsh, tomaria conta do baixo para os Weezer. Frustração e desacordos criativos levaram a uma paragem nos ensaios e, no segundo semestre de 1998, o baterista Patrick Wilson regressou para a sua casa em Portland enquanto aguardava produtividade renovada de Cuomo, que entrou num período admitido de depressão, durante o qual pintou as paredes da sua casa de preto e colocou "isolamento em fibra de vidro sobre as janelas e depois painéis pretos em fibra de vidro para que não atravessasse luz".
No início de 1999, os membros dos Weezer voltaram a seguir caminhos separados. O baterista Patrick Wilson colocou os seus esforços na sua banda paralela The Special Goodness, o guitarrista Bell trabalhou para a sua banda Space Twins e Welsh entrou em digressão com Juliana Hatfield. Entretanto, Cuomo focou as suas energias na composição, elaborando 121 músicas, sendo que cerca de metade se tornariam demos. Durante este período de tempo, este isolou-se e absteve-se do contacto do mundo exterior. Cuomo também aplicou um aparelho dentário, danificando ainda mais a sua auto-estima. Bell acabaria por visitar Cuomo e tocar músicas com ele. Por sua vez, Cuomo revelou a Bell várias músicas em que estava a trabalhar.
Sem o conhecimento da banda, a sua base de fãs estaria a conectar-se e a crescer na Internet, estando a ajudar a criar ímpeto na reputação e vendas de Pinkerton. Quando foi lançado, Pinkerton foi considerado um falhanço crítico e comercial. Contudo, nos anos que se seguiriam ao lançamento do álbum, este ganharia uma reputação muito mais positiva devido à passagem de palavra nos fóruns de discussão e em várias páginas web. Esta expansão da actividade na Internet acabaria por definir mais tarde o regresso da banda aos palcos em 2001. Interacção renovada entre os membros da banda tomou lugar quando foi proposto aos Weezer uma oferta extremamente lucrativa para actuarem no Japão em Agosto de 2000 para o Summer Sonic Festival. Os ensaios para a actuação revigoraram o espírito da banda para conversações sobre a produção de um novo álbum. A banda voltou a actuar em Junho de 2000, tocando em espectáculos pouco conhecidos em Los Angeles sob o pseudónimo de Goat Punishment, assegurando que os Weezer apenas actuariam para os fãs de longa data que reconhecessem o nome.
Entretanto a banda começou a actuar em espectáculos de renome como é o caso da Warped Tour. Cuomo comentou mais tarde, "Nós fomos para lá à espera de sermos apupados e de nos atirarem com coisas. Mas foi exactamente o oposto, as pessoas começaram a cantar em coro todas as músicas e a ficarem loucas, dando-nos o melhor dos apoios. E eu achei que isso nos deu a confiança que precisávamos". A resposta positiva nas actuações da Warped Tour levou a que vários espectáculos fossem agendados. Quando a digressão começou a terminar, demos em MP3 capturadas ao vivo pela unidade móvel da banda e soundchecks começaram a circular em serviços de partilha de ficheiros e entretanto para download no site oficial da banda. Estas músicas foram frequentemente referidas como Summer Songs of 2000 (em português: Músicas do Verão de 2000, e comummente abreviadas como SS2K).

## Gravação
Em 23 de Outubro de 2000, Cuomo anunciou que a banda iria começar a gravar material "com ou sem" um produtor. Contudo, a editora discográfica da banda decidiu contratar um produtor musical devido ao falhanço comercial do seu álbum auto-produzido Pinkerton. A banda começou a ensaiar e a arranjar as Summer Songs of 2000 e o novo material de Cuomo na sua casa com o engenheiro Chad Bamford. A banda entretanto decidiu contratar Ric Ocasek — que também produziu o seu álbum de estreia — como produtor, e começaram a enviar demos a Ocasek durante o Verão de 2000. Existiu muito debate entre os membros da banda sobre se estes deveriam gravar em Los Angeles ou na casa de Ocasek em Nova Iorque, acabando a banda por decidir gravar nos Cello Studios em Los Angeles. A banda continuou a gravar demos das suas novas músicas diariamente, acabando por colher mais do que setenta e cinco demos das quais optaram por se centrar em vinte e cinco faixas potenciais para o álbum, em antecipação à chegada de Ocasek. Este trabalhou com a banda para reduzir o número de faixas para dezoito músicas.
As sessões de gravação do álbum começaram no início de Dezembro, com Ocasek a disponibilizar feedback criativo à banda por telefone. A 27 de Dezembro a banda embarcou naquelas que seriam perto de cerca de seis semanas de trabalho em estúdio através do toque repetitivo das músicas com o objectivo de gravar as partes respeitantes ao baixo e à bateria. Eles também fizeram gravações grosseiras dos vocais e da guitarra, dimensionados de forma a obter faixas ritmicamente precisas antes de serem feitas de forma mais eficiente numa fase mais tardia do processo de gravação. Enquanto gravavam o álbum, a banda continuou a dar espectáculos sob o pseudónimo de Goat Punishment.
Durante as sessões de gravação, um executivo da editora da banda, Geffen Records, visitou as sessões para observar o progresso da banda e expressou insatisfação em várias faixas. Esta avaliação acabou por forçar a banda a descartar algumas das canções possíveis do álbum. A banda acabou por se deslocar por três semanas para outra parte dos Cello Studios onde Cuomo e Brian Bell trabalharam as partes de guitarra enquanto a banda inteira gravava as partes vocais. Ocasek assinalou que "o Rivers faz sempre as suas partes de guitarra à primeira tentativa".
A mixagem do álbum começou a 31 de Janeiro com Tom Lord-Alge da South Beach Studios. Bell esteve ausente no processo de mixagem.

## Capa
"Eu defini o aspecto da capa exactamente como queria, e acabou por ser muito parecida com a do primeiro álbum. Eu sou a mesma pessoa que era na altura, muito mesmo. Eu tenho o mesmo gosto pelo que não vejo a razão pela qual [a capa] seja diferente."

— Rivers Cuomo sobre a capa de Weezer.
A direcção artística do álbum foi tomada por Chris Bilheimer com fotografia de Marina Chavez e Karl Koch. A capa do álbum foi produzida entre os ensaios da banda e apresenta Mikey Welsh, Rivers Cuomo, Brian Bell e Patrick Wilson da esquerda para a direita num plano frontal e com um fundo verde-claro, numa forma parecida com o álbum de estreia da banda. Isto foi feito em tributo a Ric Ocasek, que também produziu o primeiro álbum, e também para simbolizar a abordagem de regresso às origens que tiveram enquanto gravaram o álbum. Esta abordagem é aludida numa citação presente nas notas do álbum - "Torniamo all'antico e sarà un progresso" - do compositor italiano de ópera Giuseppe Verdi que significa "Voltaremos ao antigamente e será um progresso".
A imagem presente no interior das notas do CD é uma fotografia dos Weezer a actuar ao vivo, apresentando (da esquerda para a direita) uma sobreposição das silhuetas de Mike Nelson, Tom Servo e Crow T. Robot da série televisiva Mystery Science Theater 3000 (uma vez que nas notas existe uma citação "Silhuetas de MST3K por cortesia da Best Brains, Inc.").
Este foi o primeiro álbum dos Weezer a apresentar uma embalagem de CD transparente. Na parte inferior da embalagem do CD, a palavra "No" (em português: Não) pode ser encontrada na parte traseira da lombada. Alguns dos fãs especulam que será uma resposta ao interior da embalagem do álbum OK Computer dos Radiohead, que contém o texto "Eu gosto de ti. Eu gosto de ti. Tu és uma pessoa maravilhosa. Eu estou cheio de entusiasmo. Eu vou a sítios. Eu gostarei muito de te ajudar. Eu sou uma pessoa importante, gostarias de ir para casa comigo?". A explicação oficial dos Weezer foi vaga, com o gestor Karl Koch a afirmar que "Não significa não".

## Lançamento e promoção
O álbum foi encarado com entusiasmo por parte da editora discográfica. Karl Koch assinalou que "Eles não davam mais do que apoio e entusiasmo em relação ao álbum". Contudo, a data de lançamento original do álbum, a 17 de Abril, foi adiada devido ao facto de os executivos não gostarem da escolha de Cuomo para que "Hash Pipe" fosse o primeiro single. Alegando o conteúdo sinistro da música sobre um prostituto transsexual como inapropriado, eles sugeriram que "Don't Let Go" fosse escolhido como primeiro single. Mesmo assim, Cuomo continuou a lutar e "Hash Pipe" acabou por se tornar o primeiro single do álbum. A editora tentou de novo adiar a data de lançamento para Junho, mas a banda convenceu-os a aceitar a data de lançamento de 15 de Maio.

### Singles
O primeiro single do álbum foi "Hash Pipe". O vídeo de "Hash Pipe" foi realizado por Marcos Siega e foi o primeiro de muitos vídeos que Siega viria a realizar para os Weezer. No vídeo, os Weezer actuam numa arena enquanto um grupo de lutadores de sumo lutam em pano de fundo. A música foi frequentemente censurada como "H*** Pipe" (o título empregue nos créditos do vídeo musical) ou "Half Pipe", já que, em português, a música pode traduzir-se como "Cachimbo de Haxixe". A música tornou-se num grande sucesso no programa da MTV Total Request Live, e também teve muito tempo de antena em estações de rádio, atingindo o segundo lugar da tabela US Modern Rock Charts. A música deu à banda a nomeação de "Pot Song of the Year" (em português: Música de Erva do Ano) por parte da revista High Times.
O single seguinte, "Island in the Sun", foi um grande sucesso de rádio e tornou-se num dos maiores sucessos da banda no estrangeiro. Atingiu o número 11 na tabela US Modern Rock Charts e o número 31 no UK Top 40. Foram criados dois vídeos para a música - o primeiro, realizado por Marcos Siega, mostra os Weezer a tocar a música no copo d'água de um casamento de um casal mexicano e apresenta todos os quatro membros da banda. Esta versão mantém-se como a menos conhecida das duas, recebendo menos tempo de antena que a segunda. Os executivos da MTV não gostaram do vídeo de Siega, instigando a banda a filmar um segundo vídeo. A segunda versão foi realizada por Spike Jonze e apresenta a banda a tocar com vários animais selvagens num monte supostamente remoto (apesar de ter sido filmado de facto a uma pequena distância de Los Angeles, possivelmente perto de Simi Valley). Apenas Brian Bell, Rivers Cuomo e Patrick Wilson aparecem neste vídeo, já que o baixista Mikey Welsh tinha saído da banda pouco tempo antes das filmagens. Também houve rumores de que o baixista original Matt Sharp teria sido abordado para estar no vídeo, apesar de ser claro que essa oferta nunca chegou a ser feita. Scott Shriner, que estava a preencher o lugar de Welsh e que mais tarde viria a tornar-se num membro permanente dos Weezer, afirmou num comentário para o Video Capture Device que ele quase pediu à banda para o deixarem aparecer no vídeo. O segundo vídeo recebeu muito mais tempo de antena do que o original e tornou-se no vídeo padrão para a música.
O terceiro e último single do álbum foi "Photograph", o qual foi lançado nas estações de rádio no início de Novembro. O single atingiu o número 17 na tabela US Modern Rock Charts. No Japão foi lançada como primeiro single em vez de "Hash Pipe". A banda sentiu que a música não teve o mesmo poder de manutenção que os singles anteriores, decidindo não escolher um realizador de renome para o vídeo musical, optando por sua vez por ter Karl Koch a filmar e editar um vídeo a partir de passagens da banda em digressão.

## Recepção

### Recepção da crítica
| Críticas profissionais | Críticas profissionais |
| Pontuações agregadas   | Pontuações agregadas   |
| Fonte                  | Avaliação              |
| ---------------------- | ---------------------- |
| Metacritic             | 73/100                 |
| Avaliações da crítica  |                        |
| Fonte                  | Avaliação              |
| Allmusic               | [ 69 ]                 |
| Drowned in Sound       | [ 70 ]                 |
| Entertainment Weekly   | (B+)                   |
| IGN                    | [ 72 ]                 |
| NME                    | [ 73 ]                 |
| Pitchfork Media        | [ 74 ]                 |
| Q                      | [ 75 ]                 |
| Rolling Stone          | [ 76 ]                 |

Weezer recebeu geralmente revisões favoráveis. Na Metacritic, que efectua uma avaliação de 0 a 100 com base nas críticas correntes, o álbum recebeu uma pontuação média de 73 em 100. O escritor Stephen Thomas Erlewine da Allmusic, que deu ao álbum quatro estrelas e meia, afirmou que "isto pode não parecer nada de especial - é apenas pop-punk, entregue sem muita variação de dinâmica mas com muitos pontos viciantes - mas ninguém o faz tão bem, independentemente do número de bandas que o tente". Jason Thompson da PopMatters deu ao álbum uma revisão positiva, louvando a decisão da banda em ter Ric Ocasek como produtor outra vez - "Os solos de guitarra soam tão bem como as palavras. E até a duração das músicas é certa e compacta. Os Weezer chegam, tocam a música, e saem. A não exageração faz com que tu queiras estas ouvir as músicas uma vez e outra vez. Talvez ter o produtor Ric Ocasek de volta ao trabalho foi uma das melhores ideias que a banda teve, já que o The Green Album é certamente à prova de água em todo o lado". A Drowned in Sound deu ao álbum uma revisão muito positiva, dizendo que "Depois de terem criado duas das melhores gravações de pop-rock de sempre é tempo de lhe adicionar uma terceira. Uma vez ouvido, o The Green Album faz com que tu comas da mão de Rivers Cuomo como no passado. [...] Rivers Cuomo é um dos melhores compositores de música que já pegou numa guitarra. Qualquer um que resista ao charme do quarteto de Geek-rock é obviamente feito de pedra e inteiramente idiota. Desculpem ser franco mas é o que é.". O álbum viria mais tarde a atingir o terceiro lugar na sua lista de melhores álbuns de 2001, empatando com Toxicity dos System of a Down e Rock Action dos Mogwai. A revista Q listou Weezer como um dos 50 melhores álbuns de 2001.
Nem todas as revisões foram elogiosas. Spencer Owen da Pitchfork declarou que "O novo álbum homónimo dos Weezer, ao que parece, é mediano do início ao fim". Além disso, Sarah Dempster da NME ficou desapontada com o álbum e disse, "O aspecto mais irritante do The Green Album é, contudo, a comichão enlouquecedora de oportunidade desperdiçada".

### Desempenho nas tabelas
Nos Estados Unidos, Weezer estreou-se no quarto lugar da Billboard 200 na semana de 15 de Maio de 2001. Em duas semanas o álbum vendeu 215,000 cópias. Foi certificado com platina a 13 de Setembro de 2001. Em Agosto de 2009, álbum tinha vendido 1,600,000 cópias nos Estados Unidos. No Canadá, o álbum estreou-se no segundo lugar do Canadian Albums Chart. Em Junho de 2001, o álbum foi certificado com platina pela Canadian Recording Industry Association (CRIA) pela venda de 80,000 unidades.
O álbum estreou-se no trigésimo primeiro lugar no UK Albums Chart. Na Austrália, o álbum atingiu o vigésimo quinto lugar. O álbum foi certificado com dupla platina pela Australian Recording Industry Association (ARIA) pela venda de 140,000 cópias. Weezer também atingiu o Top Ten na Noruega e na Suécia, ficando nas oitava e sétima posições, respectivamente.

## Lista de Faixas
| N.º            | Título                | Compositor(es) | Duração |  |
| 1.             | "Don't Let Go"        | Rivers Cuomo   | 2:59    |  |
| 2.             | "Photograph"          | Rivers Cuomo   | 2:19    |  |
| 3.             | "Hash Pipe"           | Rivers Cuomo   | 3:06    |  |
| 4.             | "Island in the Sun"   | Rivers Cuomo   | 3:20    |  |
| 5.             | "Crab"                | Rivers Cuomo   | 2:34    |  |
| 6.             | "Knock-down Drag-out" | Rivers Cuomo   | 2:08    |  |
| 7.             | "Smile"               | Rivers Cuomo   | 2:38    |  |
| 8.             | "Simple Pages"        | Rivers Cuomo   | 2:56    |  |
| 9.             | "Glorious Day"        | Rivers Cuomo   | 2:40    |  |
| 10.            | "O Girlfriend"        | Rivers Cuomo   | 3:50    |  |
| Duração total: | Duração total:        | Duração total: | 28:20   |  |

Faixa Bónus de Reino Unido e Japão
| N.º | Título | Compositor(es) | Duração |  |
| 11. | "I Do" | Rivers Cuomo   | 2:10    |  |

Faixa Bónus Japão
| N.º | Título               | Compositor(es) | Duração |  |
| 12. | "The Christmas Song" | Rivers Cuomo   | 3:11    |  |

## Posições nas Tabelas e Certificações
| País - Tabela                       | Melhor posição | Ref    |
| ----------------------------------- | -------------- | ------ |
| Austrália - ARIA Charts             | 25             | [ 87 ] |
| Áustria - Ö3 Austria Top 40         | 15             | [ 91 ] |
| Canadá - Canadian Albums Chart      | 2              | [ 84 ] |
| Estados Unidos - Billboard 200      | 4              | [ 80 ] |
| Finlândia - Suomen virallinen lista | 22             | [ 92 ] |
| França - SNEP                       | 42             | [ 93 ] |
| Japão - Oricon                      | 14             | [ 94 ] |
| Noruega - VG-lista                  | 7              | [ 89 ] |
| Nova Zelândia - RIANZ               | 25             | [ 95 ] |
| Reino Unido - UK Albums Chart       | 31             | [ 86 ] |
| Suécia - Sverigetopplistan          | 8              | [ 90 ] |

| País                  | Certificação |
| --------------------- | ------------ |
| Austrália - ARIA      | 2× Platina   |
| Canadá - Music Canada | 1× Platina   |
| Estados Unidos - RIAA | 1× Platina   |
| Nova Zelândia - RIANZ | 2× Platina   |

### Singles
| 2001 | "Hash Pipe"         | 2  | 24 | 21 | 74 |
| 2001 | "Island in the Sun" | 11 | –  | 31 | –  |
| 2002 | "Photograph"        | 17 | –  | –  | –  |

## Pessoal
| Membros da banda - Rivers Cuomo — guitarra principal, vocalista - Patrick Wilson — percussão - Brian Bell — guitarra rítmica, vocalista de apoio - Mikey Welsh — baixo | Outros colaboradores - Ric Ocasek — produtor, vocalista de apoio ("Don't Let Go") - Karl Koch — vocalista de apoio ("Don't Let Go") - Chris Bilheimer — direcção de arte - Femio Hernández — engenheiro assistente - Carlos "Loco" Bedoya — engenheiro assistente - Alan Sanderson — engenheiro assistente - Ken Allardyce — engenheiro - Vladimir Meller — mestria - Tom Lord-Alge — mixagem - Atom Willard — técnico de bateria |

## Distinções
| Ano  | Publicação       | País           | Distinção                  | Posição |
| ---- | ---------------- | -------------- | -------------------------- | ------- |
| 2001 | Spin             | Estados Unidos | Melhores Álbuns de 2001    | 9       |
| 2001 | Drowned in Sound | Reino Unido    | Melhores Álbuns de 2001    | 3       |
| 2001 | Q                | Reino Unido    | 50 Melhores Álbuns de 2001 | -       |